# Syndrome de Treacher Collins

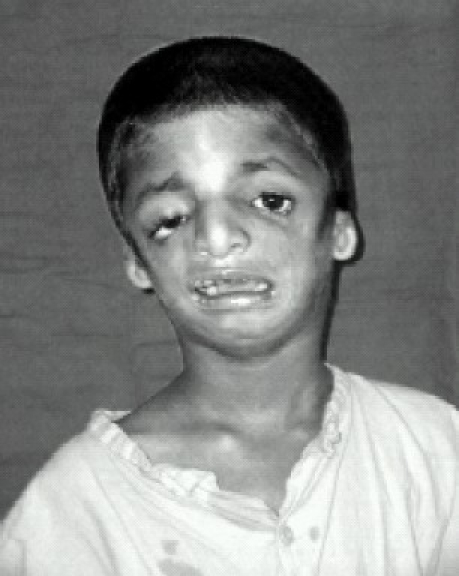
Enfant atteint du syndrome de Treacher Collins

Le syndrome de Treacher Collins, ou dysostose mandibulofaciale, ou syndrome de Franceschetti-Zwahlen-Klein, est une maladie génétique se manifestant essentiellement par des malformations de la tête et du cou.

## Cause
Le syndrome de Treacher-Collins est une maladie génétique : il est en rapport avec la mutation de plusieurs gènes, les gènes TCOF1, POLR1C, et POLR1D. La mutation la plus fréquente affecte le gène TCOF1, touchant entre 81 et 93% des patients atteints de ce syndrome. Il existe également un nombre minoritaire de cas ne présentant pas de mutation anormale touchant les gènes susmentionnés (la protéine codée est alors fonctionnelle). Les allèles mutés des gènes TCOF1 et POLR1D sont souvent à transmission autosomique dominante dans le syndrome de Treacher-Collins, tandis qu'ils sont récessif pour le gène POLR1C.
Une telle mutation affecte le développement osseux du massif facial (viscérocrâne) durant les stades précoces du développement embryonnaire. Elle affecte principalement le développement de l'os mandibulaire (mâchoire inférieure), l'os maxillaire (os jugual, machoire supérieur) et l'os zygomatique(os malaire), débouchant sur une dysostose mandibulofaciale. La mutation des gènes TCOF1, POLR1C et POLR1D entraîne une réduction dans la production d'ARNr, qui peut enclencher l'autodestruction (apoptose) de certaines cellules impliquées dans le développement des os du massif facial. La raison pour laquelle les effets d'une réduction d'ARNr n'affecte que le développement facial reste encore incomprise.

## Description
Ce syndrome associe toujours :
- une hypoplasie des os malaires ;
- des anomalies de l'oreille externe ;
- un colobome des paupières inférieures ;
- l'absence de cils au niveau des paupières inférieures ;
- une fente du palais ;
- une implantation anormale des cheveux autour des oreilles.

Environ la moitié des personnes ont une surdité de transmission en rapport avec une anomalie des osselets.
Il est décrit quelques malformations cardiaques, dont des anévrismes des sinus de Valsalva (racine de l'aorte).

## Dans la fiction
Le personnage central du roman Wonder et du film qui en est tiré Wonder est atteint de ce syndrome.

## Personnalités connues atteintes de ce syndrome
- Jérémy Gabriel[4], chanteur québécois
- Pierre Avezard, artiste français